# Inter-Services Intelligence
O Directorate for Inter-Services Intelligence ("Diretório para os Inter-Serviços de Inteligência"), mais conhecido como Inter-Services Intelligence ou ISI, é o principal serviço de inteligência do Paquistão, e uma das três divisões das agências de inteligência do governo daquele país, sendo as outras duas a Agência de Inteligência (IB) e a Inteligência Militar (MI). O ISI tem sido muitas vezes criticado por exportar o terrorismo para a Índia, principalmente a Caxemira indiana e o Afeganistão. Além de ter criado o Talibã  e sendo acusado de continuar os apoiando mesmo após a invasão estadunidense do Afeganistão.
É o sucessor do IB e IM, formados após a Guerra Indo-Paquistanesa de 1947 para coordenar e operar as atividades de espionagem para os três ramos das Forças Armadas do Paquistão. O ISI foi estabelecido como uma agência de inteligência independente em 1948, a fim de fortalecer o intercâmbio de informações militares entre os três ramos das forças armadas do Paquistão, no rescaldo após a Guerra Indo-Paquistanesa de 1947, que expôs fraquezas na coleta de informações, compartilhamento e coordenação entre o Exército, Força Aérea e Marinha. Desde a sua criação, a agência é dirigida por um oficial general de 3 estrelas designado no Exército do Paquistão, apesar de os oficiais dos três ramos das Forças Armadas do Paquistão, também servirem e contratarem na agência. No entanto, após a coleta de informações e falhas de coordenação durante a Guerra Indo-Paquistanesa de 1971, o Joint Chiefs of Staff Committee foi criado, que é o mandato para coordenar e supervisionar todos os exercícios e operações militares das Forças Armadas do Paquistão.
O Chefe de Pessoal do Exército do Paquistão, lidera a nomeação do diretor, mas a confirmação oficial é necessária do Presidente, com uma consulta do Primeiro-ministro. A sede do ISI está situada em Islamabad, Território da Capital Islamabad. É atualmente liderado pelo tenente-general Rizwan Akhtar.

## Objetivos
Os objetivos do ISI são:
1. Salvaguardar os interesses paquistaneses e a segurança nacional dentro e fora do país.
2. Monitorar os acontecimentos políticos e militares nos países vizinhos, que tenham uma influência direta na segurança nacional do Paquistão, e na formulação de sua política externa e na obtenção de inteligência doméstica e externa em tais casos.
3. Coordenação das funções de inteligência dos três serviços militares.
4. Manter a vigilância atenta sobre seu quadro de funcionários, estrangeiros, mídia e todos os segmentos ativos da sociedade paquistanesa, diplomatas de outros países em serviço no Paquistão e diplomatas paquistaneses no exterior do país.

## Controvérsias
O ISI, na análise de alguns observadores, como Shawn Gregory,  desempenha um papel ambíguo na guerra contra o terrorismo. Um importante aliado dos serviços secretos ocidentais, com os quais tem muitos laços estreitos, o ISI tem também um longo historial de envolvimento no apoio e promoção do terrorismo em nome dos interesses geoestratégicos do Paquistão. Argumenta que o focodas acções do ISI consistem em apoiar a elite dirigente do Paquistão e em desestabilizar inimigos através da promoção do islamismo sunita no Paquistão  e da jihad no estrangeiro. Para S.Gregory, o  Ocidente tem  de repensar a sua estratégia de inteligência em relação ao Paquistão.